# Dysdera ninnii
Dysdera ninnii este o specie de păianjeni din genul Dysdera, familia Dysderidae, descrisă de Canestrini, 1868. Conform Catalogue of Life specia Dysdera ninnii nu are subspecii cunoscute.